# دانفيل (فيرجينيا)
دانفيل (بالإنجليزية: Danville, Virginia)‏ هي مدينة تقع في الولايات المتحدة في فيرجينيا. يقدر عدد سكانها بـ 43,055 نسمة ومساحتها 113.96 كم2 وترتفع عن سطح البحر 162 متر.

## التركيبة السكانية
حدّد مكتب تعداد الولايات المتحدة بيانات التركيبة السكانية لدانفيل في تعداد الولايات المتحدة. في ما يلي، التركيبة السكانية حسب تعدادي 2000 و2010.

### تعداد عام 2000
بلغ عدد سكان دانفيل 48,411 نسمة بحسب تعداد عام 2000، وبلغ عدد الأسر 20,607 أسرة وعدد العائلات 12,931 عائلة مقيمة في المدينة. في حين سجلت الكثافة السكانية 427.7 نسمة لكل كيلومتر مربع (1,107.7/ميل2). وبلغ عدد الوحدات السكنية 23,108 وحدة بمتوسط كثافة قدره 204.2 لكل كيلومتر مربع (528.9/ميل2).
وتوزع التركيب العرقي للمدينة بنسبة 53.86% من البيض و44.11% من الأمريكيين الأفارقة و0.17% من الأمريكيين الأصليين و0.60% من الأمريكيين ذوي الأصول الآسيوية و0.03% من سكان جزر المحيط الهادئ و0.45% من الأعراق الأخرى و0.78% من عرقين مختلطين أو أكثر و1.26% من الهسبانيون أو اللاتينيون من أي عرق.
بلغ عدد الأسر 20,607 أسرة كانت نسبة 30.6% منها لديها أطفال تحت سن الثامنة عشر تعيش معهم، وبلغت نسبة الأزواج القاطنين مع بعضهم البعض 39.2% من أصل المجموع الكلي للأسر، ونسبة 19.6% من الأسر كان لديها معيلات من الإناث دون وجود شريك، بينما كانت نسبة 3.9% من الأسر لديها معيلون من الذكور دون وجود شريكة وكانت نسبة 37.2% من غير العائلات. تألفت نسبة 33.9% من أصل جميع الأسر من عدة أفراد يعيشون في نفس المنزل ونسبة 15.3% كانت تتألف من شخص يعيش بمفرده يبلغ من العمر 65 عاماً أو أكثر. وبلغ متوسط حجم الأسرة المعيشية 2.27، أما متوسط حجم العائلات فبلغ 2.89.
بلغ العمر الوسطي للسكان 40.5 عاماً. وكانت نسبة 23.2% من القاطنين تحت سن الثامنة عشر، وكانت نسبة 7.2% بين الثامنة عشر والرابعة والعشرين عاماً، ونسبة 24.8% كانت واقعةً في الفئة العمرية ما بين الخامسة والعشرين والرابعة والأربعين عاماً، ونسبة 23.2% كانت ما بين الخامسة والأربعين والرابعة والستين، ونسبة 18.1% كانت ضمن فئة الخامسة والستين عاماً فما فوق. يوجد لكل 100 أنثى 83.1 ذكر، ويوجد لكل 100 أنثى في الثامنة عشر من عمرها فما فوق 76.8 ذكر.
بلغ متوسط دخل الأسرة في المدينة 26,900 دولارًا، أما متوسط دخل العائلة فبلغ 36,024 دولارًا. وكان متوسط دخل الذكور 29,620 دولارًا مقابل 21,384 دولارًا للإناث. وسجل دخل الفرد الخاص بالمدينة 17,151 دولارًا. وكانت نسبة 15.9% من العائلات ونسبة 20% من السكان تحت خط الفقر، وكان من هؤلاء نسبة 34% تحت سن الثامنة عشر ونسبة 12.3% في الخامسة والستين من العمر وما فوق.

### تعداد عام 2010
بلغ عدد سكان دانفيل 43,055 نسمة بحسب تعداد عام 2010، وبلغ عدد الأسر 18,831 أسرة وعدد العائلات 11,082 عائلة مقيمة في المدينة. في حين سجلت الكثافة السكانية 380.4 نسمة لكل كيلومتر مربع (985.2/ميل2). وبلغ عدد الوحدات السكنية 22,438 وحدة بمتوسط كثافة قدره 198.2 لكل كيلومتر مربع (513.3/ميل2).
وتوزع التركيب العرقي للمدينة بنسبة 47.69% من البيض و48.30% من الأمريكيين الأفارقة و0.17% من الأمريكيين الأصليين و0.94% من الأمريكيين ذوي الأصول الآسيوية و0.03% من سكان جزر المحيط الهادئ و1.54% من الأعراق الأخرى و1.34% من عرقين مختلطين أو أكثر و2.89% من الهسبانيون أو اللاتينيون من أي عرق.
بلغ عدد الأسر 18,831 أسرة كانت نسبة 27.2% منها لديها أطفال تحت سن الثامنة عشر تعيش معهم، وبلغت نسبة الأزواج القاطنين مع بعضهم البعض 33% من أصل المجموع الكلي للأسر، ونسبة 21.4% من الأسر كان لديها معيلات من الإناث دون وجود شريك، بينما كانت نسبة 4.4% من الأسر لديها معيلون من الذكور دون وجود شريكة وكانت نسبة 41.2% من غير العائلات. تألفت نسبة 36.5% من أصل جميع الأسر من عدة أفراد يعيشون في نفس المنزل ونسبة 15.4% كانت تتألف من شخص يعيش بمفرده يبلغ من العمر 65 عاماً أو أكثر. وبلغ متوسط حجم الأسرة المعيشية 2.21، أما متوسط حجم العائلات فبلغ 2.87.
بلغ العمر الوسطي للسكان 42.6 عاماً. وكانت نسبة 21.5% من القاطنين تحت سن الثامنة عشر، وكانت نسبة 9.5% بين الثامنة عشر والرابعة والعشرين عاماً، ونسبة 21.8% كانت واقعةً في الفئة العمرية ما بين الخامسة والعشرين والرابعة والأربعين عاماً، ونسبة 28.1% كانت ما بين الخامسة والأربعين والرابعة والستين، ونسبة 19.1% كانت ضمن فئة الخامسة والستين عاماً فما فوق. وتوزع التركيب الجنسي للسكان بنسبة 45.6% ذكور و54.4% إناث.

## المناخ
يظهر الجدول التالي التغييرات المناخية على مدار السنة لدانفيل:
| البيانات المناخية لـدانفيل        | البيانات المناخية لـدانفيل | البيانات المناخية لـدانفيل | البيانات المناخية لـدانفيل | البيانات المناخية لـدانفيل | البيانات المناخية لـدانفيل | البيانات المناخية لـدانفيل | البيانات المناخية لـدانفيل | البيانات المناخية لـدانفيل | البيانات المناخية لـدانفيل | البيانات المناخية لـدانفيل | البيانات المناخية لـدانفيل | البيانات المناخية لـدانفيل | البيانات المناخية لـدانفيل |
| الشهر                             | يناير                      | فبراير                     | مارس                       | أبريل                      | مايو                       | يونيو                      | يوليو                      | أغسطس                      | سبتمبر                     | أكتوبر                     | نوفمبر                     | ديسمبر                     | المعدل السنوي              |
| --------------------------------- | -------------------------- | -------------------------- | -------------------------- | -------------------------- | -------------------------- | -------------------------- | -------------------------- | -------------------------- | -------------------------- | -------------------------- | -------------------------- | -------------------------- | -------------------------- |
| الدرجة القصوى °ف (°م)             | 80 (27)                    | 85 (29)                    | 91 (33)                    | 95 (35)                    | 101 (38)                   | 105 (41)                   | 105 (41)                   | 107 (42)                   | 105 (41)                   | 100 (38)                   | 86 (30)                    | 81 (27)                    | 107 (42)                   |
| متوسط درجة الحرارة الكبرى °ف (°م) | 46.4 (8.0)                 | 50.1 (10.1)                | 59.1 (15.1)                | 69.8 (21.0)                | 77.3 (25.2)                | 84.6 (29.2)                | 88.0 (31.1)                | 86.2 (30.1)                | 79.8 (26.6)                | 70.0 (21.1)                | 60.2 (15.7)                | 49.6 (9.8)                 | 68.5 (20.3)                |
| متوسط درجة الحرارة الصغرى °ف (°م) | 29.0 (−1.7)                | 31.8 (−0.1)                | 38.2 (3.4)                 | 46.8 (8.2)                 | 55.4 (13.0)                | 65.0 (18.3)                | 68.6 (20.3)                | 67.9 (19.9)                | 60.1 (15.6)                | 48.9 (9.4)                 | 38.3 (3.5)                 | 30.5 (−0.8)                | 48.5 (9.2)                 |
| أدنى درجة حرارة °ف (°م)           | −5 (−21)                   | 2 (−17)                    | 9 (−13)                    | 20 (−7)                    | 29 (−2)                    | 40 (4)                     | 50 (10)                    | 46 (8)                     | 35 (2)                     | 22 (−6)                    | 11 (−12)                   | −1 (−18)                   | −5 (−21)                   |
| الهطول إنش (مم)                   | 3.42 (87)                  | 3.01 (76)                  | 4.11 (104)                 | 3.46 (88)                  | 3.88 (99)                  | 3.84 (98)                  | 4.67 (119)                 | 3.91 (99)                  | 3.99 (101)                 | 3.54 (90)                  | 3.35 (85)                  | 3.26 (83)                  | 44.44 (1٬129)              |
| المصدر: NOAA                      |                            |                            |                            |                            |                            |                            |                            |                            |                            |                            |                            |                            |                            |

## أعلام
- جون كير
- نانسي أستور
- ريكي فان شيلتون
- كاميلا وليامز
- والي بورنيت
- جوني نيومان
- جاك كاميرون
- توني رايس
- وينديل سكوت
- تشارلز مارتن